# أستراليا في الألعاب البارالمبية الصيفية 2012
شاركت أستراليا في الألعاب البارالمبية الصيفية لندن 2012, حيث اختتمت الدورة ب 85 ميدالية; 32 ذهبية، 23 فضية و30 برونزية. بهذه النتيجة إحتلت أستراليا المرتبة الخامسة في الدورة.

## وصلات خارجية
- الموقع الرسمي لندن 2012